# Salchow
Ne doit pas être confondu avec Salto (gymnastique).
Le salchow (prononcé sal-co) est un saut de carre accompli en patinage artistique. Il se prend sur une carre intérieure arrière pour se terminer, après une révolution, sur la carre extérieure arrière. Jusqu'à ce jour, les simple, double, triple et quadruple salchow ont été réussis en compétition.
La préparation de ce saut peut se faire avec un trois extérieur avant, un mohawk intérieur ou alors un croisé arrière. La jambe de départ dépend du sens de rotation du patineur. C'est la jambe d'appui qui glisse sur la glace sur la carre intérieure qui va donner l'impulsion afin de pouvoir sauter. La rotation se fait selon le niveau du patineur. La réception se fait comme pour les autres sauts sur une carre arrière extérieure. 
Son inventeur, le Suédois Ulrich Salchow, le présenta pour la première fois aux championnats du monde de 1909.